# 豆盧勣
豆盧勣（538年—592年10月5日），字定东，昌黎郡徒河县（今辽宁省锦州市）人，北周、隋朝官员。

## 生平
豆卢𪟝本姓慕容氏，是后燕北地王慕容精的后裔，后燕在中山战败时，豆卢𪟝的祖先归附北魏，北族称“归义”为“豆卢”，他们就以豆卢氏为姓氏。豆卢𪟝的祖父豆卢苌是北魏柔玄镇大将，父亲豆卢宁是北周柱国、太保。豆卢𪟝出生时，宇文泰亲自到豆卢宁家祝贺，当时刚刚打败了东魏的军队，宇文泰就给豆卢𪟝取表字为定东。豆卢宁起初没有儿子，收养弟弟豆卢永恩的儿子豆卢𪟝，等到豆卢宁生了儿子豆卢赞，亲属都请求让豆卢赞为嗣子。豆卢宁说：“兄弟的儿子，就好像自己亲生的儿子一样，我还挑选什么呢？”豆卢宁于是把豆卢𪟝当做自己的世子。豆卢𪟝聪明颖悟，气量宽大，少年时在国子学读书，略微涉猎文章六艺。大统十二年（546年），宇文泰以豆卢𪟝是功臣之子，封他为义安县侯。周孝闵帝宇文觉接受禅让建立北周，任命豆卢𪟝出任稍伯下大夫、开府仪同三司，改封丹阳郡公，食邑一千五百户。周明帝宇文毓时期，豆卢𪟝出任左武伯中大夫。豆卢𪟝自认为五经还没有精通，请求辞职入露门学，周明帝称赞豆卢𪟝，敕令豆卢𪟝以原本的官职去学校。不久，齐王宇文宪娶豆卢𪟝的妹妹为王妃，豆卢𪟝受到的恩德礼遇更加深厚。
周武帝宇文邕即位，豆卢𪟝出任邛州刺史，还没来得及上任，渭源烧当羌因为饥荒发生暴乱，朝廷以豆卢𪟝有才能韬略，任命豆卢𪟝转任渭州刺史。豆卢𪟝很有仁政，汉族和少数民族对他心悦诚服，豆卢𪟝的仁德传播广泛，渭州出现了很多祥瑞。鸟鼠山俗称为高武陇，山下是渭河的发源地，鸟鼠山陡峭的山崖有一千寻，山上向来缺水，羌族很是苦恼。豆卢𪟝的乘马马蹄踏下，忽然涌出一股喷泉。又有白乌鸦在官厅前飞翔，给小鸟喂食后飞走，还有白狼在襄武出没。百姓歌谣说：“我有丹阳，山出玉浆。济我民夷，神乌来翔。”百姓就把豆卢𪟝马匹踏出的泉称为玉浆泉。
保定五年（565年），豆卢宁去世，豆卢𪟝为父亲守丧，居丧过哀非常憔悴毁。天和二年（567年），豆卢𪟝出任邵州刺史，袭爵楚国公，又被征召出任天官府司会，历任信州、夏州二州总管、相州刺史，因为母亲去世返回京城。建德六年（577年），滕王宇文逌进攻龙泉郡、文城郡反叛的胡人，豆卢𪟝和开府、广平侯侯莫陈颖各自率领军队分路进兵。此前稽胡叛乱经常掳掠边民为奴婢，至此时朝廷诏令有欺压藏匿良民的，要问罪诛杀，并且没收财产，妻子和子女收为官奴，有人上告说被胡人村落藏匿，豆卢𪟝将要诛杀胡人。侯莫陈颖对豆卢𪟝说：“将在外君命有所不受，胡人们本不是全部反叛，只是受到胁迫作乱而已。朝廷大军来临，首先作乱者知道害怕，胁从者想要投降。如今逐步加以抚慰，自然可以不战而平定。如果即行诛杀，胡人反而互相惊恐，为害不小。不如将胡人的首领招来，将藏匿良民的人交给他，让他自行归顺认罪，那么胡人可以安定。”豆卢𪟝听从了。胡人感动悦服，争相前来归降，北周的北部地区得以安定。大象二年（580年），豆卢𪟝出任利州总管，进位上大将军，一个多月后，拜柱国。
杨坚出任丞相时，益州总管王谦于大象二年（580年）起兵反对。豆卢𪟝和畿伯中大夫赵仲卿坚守城市，王谦派遣将军达奚惎、高阿那肱、乙弗虔等人率领十万军队进攻，在利州城外堆起土山，又在地下挖掘七十多条地道，筑坝引江水以灌城。当时豆卢𪟝的士卒不超过两千人，昼夜拒守。经过四旬，形势逐渐紧迫。豆卢𪟝于是派出奇兵攻击敌军，斩首数千，敌人投降了两千人。梁睿军队将要前来支援，敌军才退去。杨坚派遣开府赵仲卿慰劳豆卢𪟝，诏书中说：“豆卢𪟝见识才干卓越，气度品德高超，统领指挥少数民族地区，把国纪传扬开。巴、蜀兴兵，忽然来围城，豆卢𪟝在外野战在内守城，猛烈的摧毁了那些叛军。气节可称楷模，功绩十分卓越，可加使持节、上柱国。赐一个儿子爵位中山县公。”大象二年十二月庚申（580年12月30日），豆卢𪟝进位上柱国。
开皇二年（582年），突厥进犯边境，豆卢𪟝出任北道行军元帅防守边境。开皇三年（583年），隋朝大军北伐突厥，河间王杨弘、豆卢勣、窦荣定、高颎、虞庆则等人分路进攻，都受元帅杨爽的调度指挥。开皇四年六月乙巳（584年7月27日），豆卢𪟝出任夏州总管。隋文帝认为豆卢𪟝家族世代高贵显赫，功绩卓著克己自守，对豆卢𪟝非常尊重。后来隋文帝为汉王杨谅娶豆卢𪟝的女儿为王妃，对豆卢𪟝的恩遇更加深厚。开皇七年（587年），隋文帝诏令说：“上柱国、楚国公豆卢𪟝，在蜀人作乱、起兵触犯朝廷时，固守城池犹如金汤，稳固可比大国。奇伟的谋略和高尚的气节，功勋实在太多，可以以始州临津县一千户为食邑。”
开皇十年（590年），豆卢𪟝因为患病被征召返回京城，隋文帝诏令诸王同时到豆卢𪟝家中，宫中使者前去探问的在路上络绎不绝。开皇十二年八月丁酉（592年10月5日），豆卢𪟝去世，时年虚岁五十五。隋文帝哀悼痛惜很久，特别给予豆卢𪟝治丧礼物，派遣鸿胪卿监护丧事，定谥号襄。

## 家庭

### 兄弟姐妹
- 豆卢通，隋朝大将军、洪州总管、南陈安公
- 豆卢昊，北周大都督
- 豆卢整，隋朝大都督
- 豆卢氏，嫁北周上柱国、齐炀王宇文宪

### 子女
- 豆卢贤，隋朝显州刺史、大理少卿、楚国公
- 豆卢毓，隋朝仪同三司、汉王府主簿、雍丘愍侯
- 豆卢懿
- 豆卢氏，嫁隋朝上柱国、并州总管、汉王杨谅

## 延伸阅读
[在维基数据编辑]
 《隋書·卷39》，出自魏徵《隋书》